# 286e division d'infanterie
La  286e division d'infanterie (en allemand : 286. Infanterie-Division ou 286. ID) est une des divisions d'infanterie de l'armée allemande (Wehrmacht) durant la Seconde Guerre mondiale.

## Historique
La 286e division d'infanterie est formée le 17 décembre 1944 à Memel rattachée à la 3. Panzerarmee à partir de la 286. Sicherungs-Division.

## Organisation

### Commandants
| Date                                | Grade           | Commandant                |
| ----------------------------------- | --------------- | ------------------------- |
| 17 décembre 1944 - 26 décembre 1944 | Generalleutnant | Friedrich-Georg Eberhardt |
| 26 décembre 1944 - 26 janvier 1945  | Generalleutnant | Wilhelm Thomas (en)       |
| 26 janvier 1945 - 31 janvier 1945   | Oberst          | Willi Schmidt             |
| 31 janvier 1945 - 8 mai 1945        | Generalmajor    | Emmo von Roden            |

### Officiers d'opérations (Generalstabsoffiziere (Ia))
| Date                     | Grade      | Commandant             |
| ------------------------ | ---------- | ---------------------- |
| 10 février 1945 - ? 1945 | Major i.G. | Meyer                  |
| ? 1945 - ? 1945          | Major i.G. | Job von Witzleben (de) |

## Théâtres d'opérations
- Est de la Prusse : Décembre 1944 - Mai 1945

## Ordres de bataille
- Grenadier-Regiment 926
- Grenadier-Regiment 927
- Grenadier-Regiment 931
- Artillerie-Regiment 286
- Feldersatz-Bataillon 286
- Nachrichten-Abteilung 286
- Feldersatz-Bataillon 286